# Каймин, Вячеслав Михайлович
Каймин Вячеслав Михайлович (род. 24 ноября 2000, Москва) — игрок в Го, 6 дан EGF, мастер спорта (2015), многократный призёр и победитель первенств Москвы, России и Европы до 16 и до 20 лет. Серебряный призер (2020), бронзовый призер (2018, 2024) чемпионата России, чемпион России в командном зачете в составе сборной Москвы (2018). Серебряный призер чемпионата Европы в командном зачете (2019).
Член сборной Москвы и сборной России. Представлял Россию на Первенствах Мира и Чемпионате Мира 2021 года (г. Владивосток).
Тренер юношеской сборной Москвы. Тренер Го-клуба ЖК «Девятый дан» (г. Жуковский). Администратор Youtube-канала РФГ и авторского канала "Starrise TV" в Telegram.

### Биография
В возрасте 5 лет научился играть в шахматы, занимался в клубе «Двойной шах» города Жуковского. Через год познакомился с игрой Го, обучался в Школе Сэнтэ под руководством Алексея Кожункова. К 11 годам достиг уровня первого дана РФГ, к 15 годам — уровня 5 дана.
В 2016 году окончил с золотой медалью среднюю школу № 4 города Жуковского, поступил в ФАЛТ МФТИ. В 2016/17 прошел полугодовую стажировку в школе CEGO в Пекине (Китай).
В 2017 году стал одним из основателей и преподавателей Центральной школы Го. С января 2018 по 2021 тренировал детей в жуковском Го-клубе ЖК «Девятый дан». С 2020 года - тренер юношеской сборной команды Москвы по го.
Увлечения: футбол, настольный теннис, активный спорт, точные науки. Любит путешествия, походы.

### Достижения в Го
2008 - первый официальный турнир, первенство Москвы до 12 лет, третье место
2009 - победитель первенства Москвы до 12 лет
2010, 2012, 2014 - победитель первенства Москвы до 16 лет
2011 - победитель первенства России до 12 лет
2013 - победитель первенства России до 16 лет
2014, 2016 - победитель первенства России до 20 лет
2014 - бронзовый призер первенства Европы до 16 лет
2015, 2016 - победитель первенства Европы до 16 лет
2017 - победитель первенства Европы до 20 лет
2017, 2018 - чемпион России среди студентов в командном зачёте в составе команды МФТИ
2018 - чемпион России в командном зачете в составе сборной Москвы
2018, 2024 - бронзовый призер чемпионата России
2019-2024 - серебряный призер чемпионата России в составе сборной команды Москвы
2019, 2020 - серебряный призер чемпионата Европы в командном зачете
2019, 2021-2024 - чемпион Москвы  
2020, 2025 - серебряный призер чемпионата России 
2021 - участник Чемпионата Мира по игре го, 11 место (г. Владивосток) 

### Тренерская деятельность
Начал обучать игре го с 16 лет. С 2017 по 2021 год преподавал в Центральной Школе Го (онлайн), с 2018 по 2022 год - в жуковском Го-клубе «Девятый дан». Тренер юношеской сборной Москвы по го с 2020 года.